# Garra kalakadensis
Garra kalakadensis är en fiskart som beskrevs av Rema Devi, 1993. Garra kalakadensis ingår i släktet Garra och familjen karpfiskar. IUCN kategoriserar arten globalt som starkt hotad. Inga underarter finns listade i Catalogue of Life.